# NGC 257

NGC 257

NGC 257 هي مجرة حلزونية تقع في كوكبة الحوت. تم اكتشافها في 29 ديسمبر 1790 من قبل فريدريك وليام هيرشيل.

## وصلات خارجية
- NGC 257 على موقع ويكي سكاي: DSS2, SDSS, GALEX, IRAS, Hydrogen α, X-Ray, Astrophoto, Sky Map, Articles and images